# Каскавел (Сеара)
Каскавел (порт. Cascavel) — муниципалитет в Бразилии, входит в штат Сеара. Составная часть мезорегиона Север штата Сеара. Входит в экономико-статистический микрорегион Каскавел. Население составляет 64 256 человек на 2006 год. Занимает площадь 837,967 км². Плотность населения — 76,7 чел./км².

## История
Город основан в 1833 году.

## Статистика
- Валовой внутренний продукт на 2004 составляет 294.391.000,00 реалов (данные: Бразильский институт географии и статистики).
- Валовой внутренний продукт на душу населения на 2004 составляет 4.712,00 реалов (данные: Бразильский институт географии и статистики).
- Индекс развития человеческого потенциала на 2000 составляет 0,673 (данные: Программа развития ООН).

## География
Климат местности: тропический.